# Miquel Pons
Miquel Pons Payeras (* 1. August 1997 auf Palma de Mallorca) ist ein spanischer Motorradrennfahrer. Er ist 180 cm groß. Er ist nicht mit Sito Pons und dessen Söhnen Axel und Edgar verwandt.
Seit 2021 bestreitet Pons den MotoE World Cup.

## Statistik

### In der Motorrad-Weltmeisterschaft
(Stand: Großer Preis von Spanien 2022, 1. Mai 2022)
| Saison | Klasse | Team                     | Motorrad  | Rennen | Siege | Zweiter | Dritter | Poles | Schn. Runden | Punkte | Ergebnis |
| ------ | ------ | ------------------------ | --------- | ------ | ----- | ------- | ------- | ----- | ------------ | ------ | -------- |
| 2021   | Moto2  | MV Agusta Forward Racing | MV Agusta | 1      | –     | –       | –       | –     | –            | 0      | 36.      |
| 2021   | MotoE  | LCR E-Team               | Energica  | 7      | 1     | –       | 1       | –     | –            | 73     | 7.       |
| 2022   | MotoE  | LCR E-Team               | Energica  | 2      | –     | 1       | –       | 1     | –            | 28     | 3.       |
| Gesamt | Gesamt | Gesamt                   | Gesamt    | 10     | 1     | 1       | 1       | 1     | 0            | 101    |          |

### In der Supersport-Weltmeisterschaft
| Saison | Team                  | Motorrad              | Rennen | Siege | Zweiter | Dritter | Poles | Schn. Runden | Punkte | Ergebnis |
| ------ | --------------------- | --------------------- | ------ | ----- | ------- | ------- | ----- | ------------ | ------ | -------- |
| 2017   | DS Junior Team        | Kawasaki Ninja ZX-6 R | 1      | –     | –       | –       | –     | –            | 0      | 43.      |
| 2018   | H43 Team Nobby Denson | Kawasaki Ninja ZX-6 R | 1      | –     | –       | –       | –     | –            | 3      | 30.      |
| 2019   | H43 Team Nobby Denson | Yamaha YZF-R6         | 1      | –     | –       | –       | –     | –            | 6      | 25.      |
| 2020   | H43 Team Nobby        | Yamaha YZF-R6         | 2      | –     | –       | –       | –     | –            | 16     | 21.      |
| 2020   | Dynavolt Honda        | Honda CBR 600 RR      | 2      | –     | –       | –       | –     | –            | 16     | 21.      |
| 2023   | Zeus Motorsport       | Yamaha YZF-R6         | 1      | –     | –       | –       | –     | –            | 0      | –        |
| Gesamt | Gesamt                | Gesamt                | 8      | 0     | 0       | 0       | 0     | 0            | 25     |          |

### In der CEV-Moto2-Europameisterschaft
| Saison | Team                          | Hersteller | Rennen | Siege | Zweiter | Dritter | Poles | Schn. Runden | Punkte | Ergebnis |
| ------ | ----------------------------- | ---------- | ------ | ----- | ------- | ------- | ----- | ------------ | ------ | -------- |
| 2014   | DVRacing                      | Inmotec    | 10     | –     | –       | –       | –     | –            | 39     | 12.      |
| 2015   | DVRacing                      | Inmotec    | 10     | –     | –       | –       | –     | –            | 29     | 14.      |
| 2016   | H43 Nobby Talasur-Bl          | Kawasaki   | 1      | –     | –       | –       | –     | –            | 0      | 37.      |
| 2018   | BULL IT                       | Kalex      | 11     | –     | –       | –       | –     | –            | 80     | 9.       |
| 2019   | H43 Team Nobby Talasur-Blumaq | Kalex      | 11     | –     | –       | 2       | –     | –            | 96     | 6.       |
| Gesamt | Gesamt                        | Gesamt     | 43     | 0     | 0       | 2       | 0     | 0            | 244    |          |

### In der FIM-CEV-Superstock-600-Europameisterschaft
| Saison | Team                 | Hersteller | Rennen | Siege | Zweiter | Dritter | Punkte | Ergebnis |
| ------ | -------------------- | ---------- | ------ | ----- | ------- | ------- | ------ | -------- |
| 2016   | H43 Nobby Talasur-Bl | Kawasaki   | 1      | –     | –       | 1       | 16     | 10.      |
| Gesamt | Gesamt               | Gesamt     | 1      | 0     | 0       | 1       | 16     |          |